# Juan Carlos Huaygua Oropeza
Juan Carlos Huaygua Oropeza OP (ur. 11 czerwca 1972 w La Paz) – boliwijski duchowny rzymskokatolicki, dominikanin, biskup diecezjalny Coroico od 2023.

## Życiorys

### Prezbiterat
Święcenia kapłańskie otrzymał 31 stycznia 2002 roku w zakonie dominikanów. Pracował głównie w zakonnych parafiach. W 2010 założył katolickie Radio ACER.

### Episkopat
3 grudnia 2022 roku papież Franciszek mianował go biskupem Coroico. Sakry udzielił mu 31 stycznia 2023 nuncjusz apostolski w Boliwii – arcybiskup Angelo Accattino.